# Classe Des Moines
La classe Des Moines est une classe de trois croiseurs lourds de l'United States Navy construits entre 1945 et 1949 et actifs jusqu'en 1975. Ce sont les derniers croiseurs lourds entièrement armés de canons de la marine américaine, dépassés en taille uniquement par les croiseurs de la classe Alaska de 30 481 t qui est à cheval entre croiseur lourd et croiseur de bataille. Deux navires sont mis hors service entre 1959 et 1961, mais le USS Newport News (CA-148) sert jusqu'en 1975. L'USS Salem (CA-139) est transformé en navire musée à Quincy, Massachusetts ; les deux autres navires sont mis au rebut.

## Conception
Dérivés des croiseurs lourds de la classe Baltimore, les navires de la classe Des Moines sont plus grands, disposent d'une machinerie améliorée et portent un nouveau modèle de canon 8"/55 à chargement automatique et à tir rapide (le Mk16),,. Son coût unitaire est équivalent à celle d'un cuirassé alors que qu'elle était moins protégée et beaucoup moins maniable car n'ayant qu'un gouvernail. Son diamètre tactique à 20 nœuds est de 750 yards (686 m).
Les canons Mk16 améliorés de la batterie principale sont les premiers canons 8" à chargement automatique mis en service par la marine américaine et permettent une cadence de tir beaucoup plus élevée que les modèles précédents, capables de supporter huit tirs par minute par canon, soit environ le double de ce que peuvent supporter les croiseurs lourds précédents. Le mécanisme de chargement automatique peut fonctionner avec n'importe quel angle de tir, ce qui donnent même à ces canons de gros calibre une certaine capacité anti-aérienne. Alors que la batterie secondaire de six canons jumeaux 5"/38 Mk12 DP est essentiellement la même que celle des croiseurs des classes Oregon City et Baltimore, la classe Des Moines possède une batterie plus puissante de canons anti-aériens de petit calibre, dont 12 canons jumeaux de 3 pouces/50 Mk27 et plus tard Mk33, qui sont considérés comme supérieurs contre les menaces aéroportées de l'époque par rapport aux Bofors de 40 mm montés sur les navires précédents.

## Histoire
Douze navires de cette classe sont initialement programmés, mais seuls trois navires sont achevés : l'USS Des Moines (CA-134), l'USS Salem (CA-139), et l'USS Newport News (CA-148). L'USS Dallas (CA-140) est annulé alors qu'il était terminé à environ 28 %.
Leur rapidité les rend précieux pour escorter les convois de transporteurs. Les deux premiers sont mis hors service respectivement en 1961 et 1959, mais le Newport News est resté en service jusqu'en 1975, servant pendant une longue période (1962-1968) de navire amiral de la deuxième flotte des États-Unis, et fournissant un précieux appui-feu lors de la guerre du Viêt Nam de 1967 à 1973. Les missions du navire comprennent le bombardement de cibles militaires près des côtes du Nord-Viêt Nam et la destruction des batteries côtières par ses tirs de contrebatterie. En août 1972, il effectue un raid nocturne dans le port de Haïphong avec d'autres navires de la marine américaine pour détruire les défenses côtières et d'autres cibles de grande valeur, notamment les sites SAM et l'aérodrome de Cat Bi. Le Newport News a la distinction d'être le dernier croiseur actif tout canon (ayant servi 25,5 ans sans interruption) et le premier navire de surface entièrement climatisé de la marine américaine. 
Le Salem est transformé en navire musée à Quincy (Massachusetts). Le Newport News est désarmé au chantier naval de Philadelphie et démoli en 1993, et le Des Moines est démoli en 2007. Le Dallas et huit autres navires (CA-141 à CA-143 et CA-149 à CA-153) sont annulés à la fin de la Seconde Guerre mondiale,.

## Unités de la classe
| Numéro de coque | Nom          | Constructeur                                                             | Quille posée     | Lancement         | Mise en service  | Fin de service  | Destin                                                |
| --------------- | ------------ | ------------------------------------------------------------------------ | ---------------- | ----------------- | ---------------- | --------------- | ----------------------------------------------------- |
| CA-134          | Des Moines   | Bethlehem Steel Corporation, Fore River Shipyard, Quincy (Massachusetts) | 28 mai 1945      | 27 septembre 1946 | 16 novembre 1948 | 6 juillet 1961  | Rayé des listes le 9 juillet 1991 et démoli en 2007.  |
| CA-139          | Salem        | Bethlehem Steel Corporation, Fore River Shipyard, Quincy (Massachusetts) | 4 juillet 1945   | 25 mars 1947      | 14 mai 1949      | 30 janvier 1959 | Musée flottant.                                       |
| CA-140          | Dallas       | Bethlehem Steel Corporation, Fore River Shipyard, Quincy (Massachusetts) | 15 octobre 1945  | -                 | -                | -               | Annulé le 6 juin 1946.                                |
| CA-141          | -            | Bethlehem Steel Corporation, Fore River Shipyard, Quincy (Massachusetts) | -                | -                 | -                | -               | Annulé le 7 janvier 1946.                             |
| CA-142          | -            | Bethlehem Steel Corporation, Fore River Shipyard, Quincy (Massachusetts) | -                | -                 | -                | -               | Annulé le 12 août 1945.                               |
| CA-143          | -            | Bethlehem Steel Corporation, Fore River Shipyard, Quincy (Massachusetts) | -                | -                 | -                | -               | Annulé le 12 août 1945.                               |
| CA-148          | Newport News | Newport News Shipbuilding, Newport News (Virginie)                       | 1er octobre 1945 | 6 mars 1948       | 29 janvier 1949  | 27 juin 1975    | Rayé des listes le 31 juillet 1978 et démoli en 1993. |
| CA-149          | -            | Newport News Shipbuilding, Newport News (Virginie)                       | -                | -                 | -                | -               | Annulé le 12 août 1945.                               |
| CA-150          | Dallas       | New York Shipbuilding Corporation, Camden, New Jersey                    | -                | -                 | -                | -               | Annulé le 12 mars 1945.                               |
| CA-151          | -            | New York Shipbuilding Corporation, Camden, New Jersey                    | -                | -                 | -                | -               | Annulé le 12 mars 1945.                               |
| CA-152          | -            | New York Shipbuilding Corporation, Camden, New Jersey                    | -                | -                 | -                | -               | Annulé le 12 mars 1945.                               |
| CA-153          | -            | New York Shipbuilding Corporation, Camden, New Jersey                    | -                | -                 | -                | -               | Annulé le 12 mars 1945.                               |